# Premio Castilla y León de Investigación Científica y Técnica e Innovación
El Premio Castilla y León de Investigación Científica y Técnica fue creado mediante el Decreto 54/1984, de 5 de julio, con el objetivo de galardonar la labor de aquellas personas, equipos e instituciones que hayan contribuido a la exaltación de los valores de la comunidad castellana y leonesa, o que realizada por castellanos y leoneses, dentro o fuera del ámbito territorial de la Comunidad, supusiera una aportación destacada al saber universal en la investigación científica y técnica. El premio se otorga anualmente.
En 2016 dejaron de darse dos de los premios: el Premio Castilla y León de Protección del Medio Ambiente fue incluido en el premio Castilla y León de Investigación Científica y Técnica, que pasó a llamarse Premio de Investigación Científica y Técnica e Innovación. El Premio Castilla y León de la Restauración y Conservación del Patrimonio fue integrado en el Premio Castilla y León de las Artes.

## Lista de galardonados
La lista de galardonados es la siguiente:
| Año  | Premiado                                 |
| ---- | ---------------------------------------- |
| 1984 | Joaquín Pascual Teresa                   |
| 1985 | Julio Rodríguez Villanueva               |
| 1986 | Ernesto Sánchez y Sánchez-Villares       |
| 1987 | Desierto                                 |
| 1988 | Pedro Gómez Bosque                       |
| 1989 | José Antonio Valverde Gómez              |
| 1990 | José Antonio Cabezas Fernández del Campo |
| 1991 | José del Castillo Nicolau                |
| 1992 | Pedro Amat Muñoz                         |
| 1993 | Juan Francisco Martín Martín             |
| 1994 | Amable Liñán Martínez                    |
| 1995 | Eugenio M. A. Santos de Dios             |
| 1996 | Antonio Rodríguez Torresa                |
| 1997 | Jesús María Sanz Serna                   |
| 1998 | Antonio López Borrasca                   |
| 1999 | Alberto Gómez Alonso                     |
| 2000 | Benito Herreros Fernández                |
| 2001 | Luis Carrasco Llamas                     |
| 2002 | Tomás Girbés Juan                        |
| 2003 | Carlos Martínez Alonso                   |
| 2004 | Pablo Espinet                            |
| 2005 | José Miguel López Novoa                  |
| 2006 | Francisco Fernández-Avilés               |
| 2007 | Jesús San Miguel                         |
| 2008 | José Luis Alonso Hernández               |
| 2009 | José Ramón Perán[3]                      |
| 2010 | José Antonio de Saja Sáez[4]             |
| 2011 | Constancio González Martínez             |
| 2012 | Alberto Orfao de Matos                   |
| 2013 | Fernando Tejerina García                 |
| 2014 | Manuela Juárez Iglesias                  |
| 2015 | José Carlos Pastor                       |
| 2016 | Juan Jesús Cruz Hernández[5]             |
| 2017 | Grupo Antolin[6]                         |
| 2018 | Vicente Rafael Rives Arnau               |
| 2019 | Desierto                                 |
| 2020 | Mariano Esteban Rodríguez[7]             |
| 2021 | Juan Pedro Bolaños[8]                    |
| 2022 | María Victoria Mateos Manteca            |